# Množenje
Množênje je ena od osnovnih aritmetičnih dvočlenih operacij. Operator oziroma znak za množenje je pika v sredini (·), redkeje tudi križec (krat, ×). Množenje števil a in b označimo a · b (oziroma redkeje a × b).
Rezultat množenja imenujemo zmnožek ali produkt, števili a in b pa sta množenec in množitelj oziroma faktorja.
Pri množenju števila s spremenljivko ali samo spremenljivk se znak za množenje lahko izpusti. Tako je 30x enako 30 · x, abc enako a · b · c, 2πr enako 2 · π · r, ne pa tudi 1254, saj ta zapis označuje število in ne npr. 12 · 54.